# Gewerkschaft Metall-Bergbau-Energie
Die Gewerkschaft Metall-Bergbau-Energie war eine Teilgewerkschaft des Österreichischen Gewerkschaftsbundes (ÖGB) und überparteiliche Interessenvertretung für Arbeitnehmer und Arbeitnehmerinnen.
Am 20. Juni 2000 wurde die Gewerkschaft Metall-Bergbau-Energie mit der Gewerkschaft Textil, Bekleidung, Leder zur Gewerkschaft Metall-Textil (GMT) fusioniert. Danach folgte am 9. Mai 2006 die Fusion der Gewerkschaft Metall-Textil (GMT) mit der Gewerkschaft Agrar-Nahrung-Genuss (ANG) zur Gewerkschaft Metall-Textil-Nahrung (GMTN), zuletzt fusionierte die GMTN mit der Gewerkschaft der Chemiearbeiter (GdC) zur PRO-GE Produktionsgewerkschaft (PRO-GE). Letzter Vorsitzender der Gewerkschaft Metall-Bergbau-Energie war Rudolf Nürnberger.

## Vorsitzende
- Anton Benya (1962–1977)
- Karl Sekanina (1977–1985)
- Josef Wille (bis 1988)
- Rudolf Nürnberger (ab 1988)